# شان دوفي
شان دوفي (بالإنجليزية: Shane Duff)‏ (2 أبريل 1982 في المملكة المتحدة - ) هو لاعب كرة قدم بريطاني في مركز الدفاع. شارك مع منتخب أيرلندا الشمالية تحت 21 سنة لكرة القدم. أما مع النوادي، فقد لعب مع برادفورد سيتي ونادي تشيلتنهام تاون لكرة القدم وEvesham United F.C. ‏.

## وصلات خارجية
- شان دوفي على موقع قاعدة بيانات كرة القدم.إي يو (الإنجليزية)
- شان دوفي على موقع Soccerbase.com (لاعب) (الإنجليزية)